# チャンピイ
チャンピイ（1955年4月8日 - 1967年8月22日）は、日本で育成された盲導犬の第1号である。チャンピィとも表記される

## 概要
犬種はジャーマン・シェパード。1955年、あるパーティーで河相達夫から失明した息子（河相洌）の話を聞いたアメリカ合衆国の大使館付海軍武官であったW・C・ノーベル大佐が、社会復帰のための盲導犬として育てて欲しいとして日本に贈られてきたのが、生後6ヶ月の雄のチャンピイである。
その後、盲導犬の訓練について視力障害者センターの教官であった松井新二郎に相談したところ、日本シェパード犬協会会長であった相馬安雄に聞くことをすすめられ、そして紹介されて来たのが塩屋愛犬学校を設立し、警察犬や家庭犬の訓練をしていた塩屋賢一である。塩屋によって訓練を受けたチャンピイは、1957年より河相洌の盲導犬として活躍した。しかし最後は、河相が上京の際に預けた浜松の知り合いの獣医のもとで急死。12歳とはいえ元気であったため、河相にとっては全く予想外のことであった。

## テレビ番組
2002年にNHK総合テレビの『プロジェクトX 挑戦者たち』で「ゆけチャンピイ 奇跡の犬」としてドキュメンタリーが放映された。2008年には『ありがとう!チャンピイ〜日本初の盲導犬誕生物語〜』のタイトルでテレビドラマが放映された。

## 関連文献
- 河相洌『ぼくは盲導犬チャンピイ』 朝日新聞社、1967年
  - 河相洌『ぼくは盲導犬チャンピイ』 偕成社・偕成社文庫、1981年 ISBN 978-4038505003
- 桑原崇寿『盲導犬チャンピィ - 日本初の盲導犬を育てた塩屋賢一ものがたり』 ハート出版、1999年 ISBN 978-4892952234
  - 桑原崇寿『盲導犬チャンピイ - 日本で最初にヒトの眼になった犬』 新潮文庫、2003年 ISBN 978-4101142210
- 竹内恒之『盲導犬が日本に生まれた日 - 国産盲導犬第1号チャンピイを育てた塩屋賢一』 偕成社、2004年 ISBN 978-4036347209